# Codi de colors de 25 parells

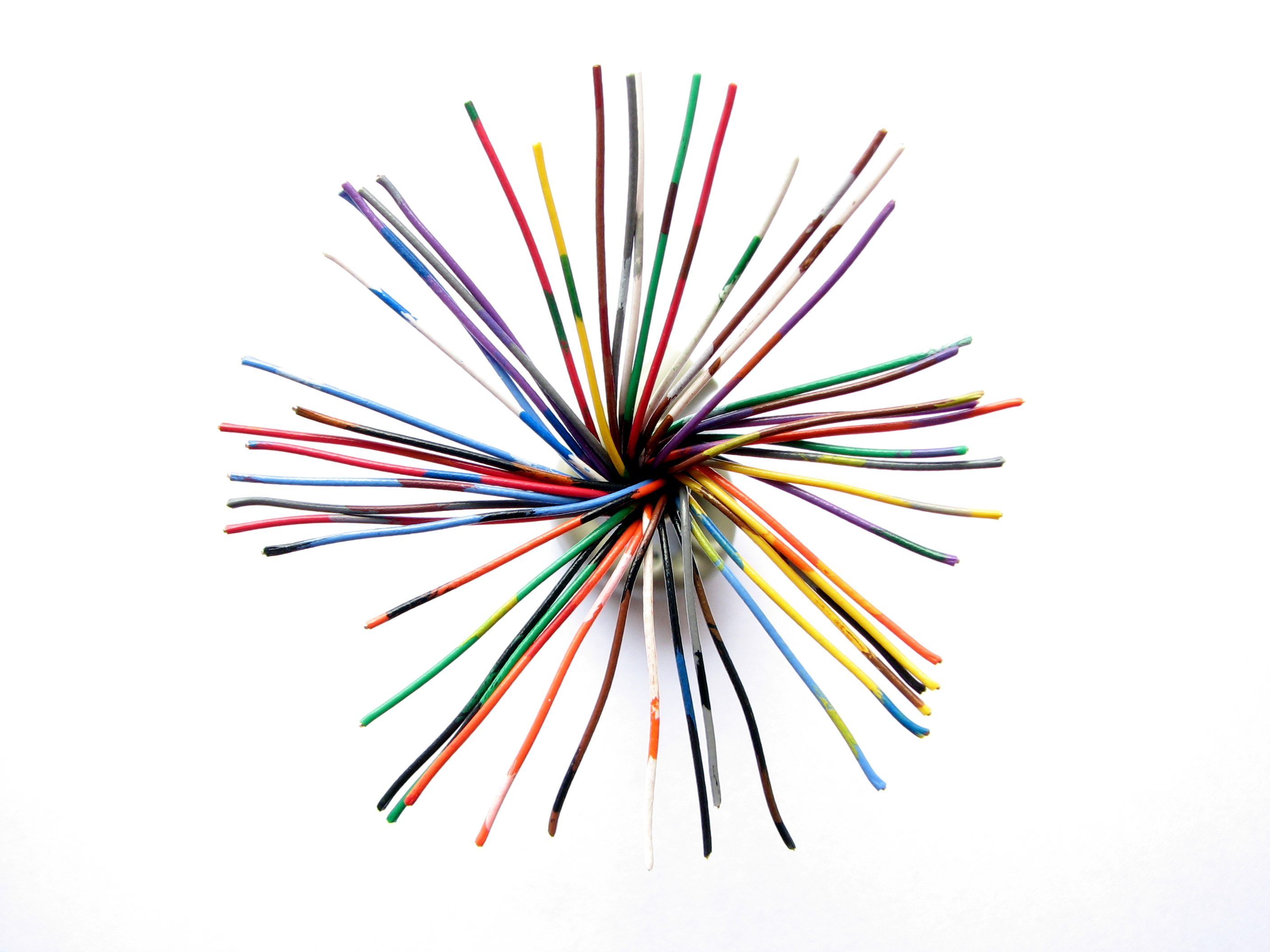
Cable parells trenats, 25-parells, 50 conductors.

El Codi de colors de 25 parells és un codi de colors usat per a identificar inequívocament un conductor en un cablejat de telecomunicació per a ús en interiors, conegut com a Cable de parells trenats. L'aïllant de cada conductor és acolorit, el primer color és escollit grup de cinc colors i l'altre color d'un segon grup, oferint 25 combinacions de dos colors.
- El primer grup de colors, en ordre, és: blanc, vermell, negre, groc i violeta.
- El segon grup de colors, en ordre, és: blau, taronja, verd, marró i gris.

Les combinacions de colors s'apliquen a l'aïllament que cobreix cada conductor. Normalment, un color és el color de fons que ocupa més superfície de l'aïllament i l'altre és un traçador, format per estretes ratlles, anells o punts, aplicats sobre el fons. El color de fons sempre coincideix amb el color del traçador del seu conductor emparellat, i viceversa.
Les cinc combinacions es mostren a la imatge de la dreta. També es detallen en la taula posterior desglossant les combinacions de color per a cada cable ("1" i "2") i el nombre de parell.
| Parell | Primer cable | Segon cable |
| ------ | ------------ | ----------- |
| 1      | Blanc        | Blau        |
| 2      | Blanc        | Taronja     |
| 3      | Blanc        | verd        |
| 4      | Blanc        | Marró       |
| 5      | Blanc        | Gris        |
| 6      | Vermell      | Blau        |
| 7      | Vermell      | Taronja     |
| 8      | Vermell      | verd        |
| 9      | Vermell      | Marró       |
| 10     | Vermell      | Gris        |
| 11     | Negre        | Blau        |
| 12     | Negre        | Taronja     |
| 13     | Negre        | verd        |
| 14     | Negre        | Marró       |
| 15     | Negre        | Gris        |
| 16     | Groc         | Blau        |
| 17     | Groc         | Taronja     |
| 18     | Groc         | verd        |
| 19     | Groc         | Marró       |
| 20     | Groc         | Gris        |
| 21     | Violeta      | Blau        |
| 22     | Violeta      | Taronja     |
| 23     | Violeta      | verd        |
| 24     | Violeta      | Marró       |
| 25     | Violeta      | Gris        |

Les cinc primeres combinacions són molt comunes en telecomunicacions i cablejat de dades a escala mundial però tenint en compte que es poden considerar més variacions que aquestes.